# Vladimir Andreev (atleta)
Vladimir Vasil'evič Andreev (in russo Владимир Васильевич Андреев?; Yamanchurino, 7 settembre 1966 – Čeboksary, 16 aprile 2024) è stato un marciatore russo, vincitore di una medaglia di bronzo alle Olimpiadi di Sydney.

## Biografia
Vladimir Andreev nacque il 7 settembre 1966 nel villaggio di Yamanchurino, nello Jal'čikskij rajon, in Ciuvascia.
Nel 1992 entrò a far parte della squadra russa di atletica leggera. Fece il suo debutto nel 1993 ai Campionati del Mondo di Stoccarda, dove si classificò 19º nella marcia 20 km. Il periodo di maggior successo nella sua carriera sportiva fu il periodo 1999-2002. Nel 1999 arrivò 3º ai Mondiali di marcia e l'anno dopo vinse la medaglia di bronzo alle Olimpiadi di Sydney 2000 nella marcia 20 km.
Nel 2002 vinse due volte l'argento sulla stessa distanza: ai Campionati Europei di Monaco e ai Mondiali di Torino. Ai Mondiali di Parigi nel 2003 partecipò ai 10 km di marcia classificandosi 6º. Alle Olimpiadi di Atene del 2004, si classificò 7º nella marcia 20 km.
Nel 2005, a seguito di un controllo antipoping, risultò positivo al farmaco proibito salbutamolo e l'atleta fu squalificato per un anno. Andreev annunciò quindi la fine della sua carriera sportiva e il suo ritiro.
Morì a Čeboksary il 16 aprile 2024 all'età di 57 anni.